# آشیانه سیار عشق
آشیانه سیار عشق (انگلیسی: Love Nest on Wheels) یک فیلم کوتاه کمدی به کارگردانی ادوارد اف. کلاین و باستر کیتون است که در سال ۱۹۳۷ منتشر شد. بسیاری از شوخی‌های فیلم شباهت فراوانی به دیگر فیلم قدیمی کیتون به نام پادوی هتل دارد.

## گزیدهٔ بازیگران
- باستر کیتون
- مایرا کیتون
- اَل سنت جان
- لینتون برنت
- دیانا لویس
- باد جیمیسون